# 2300 AD
2300 AD är ett science fiction-rollspel utvecklat av Game Designers' Workshop (GDW). Spelet var ett alternativ till samma företags science fiction-rollspel Traveller och hette från början Traveller: 2300 men bytte namn till 2300 AD inför den andra utgåvan eftersom det skapade förvirring då man inte använde vare sig regelsystem eller miljöer från Traveller. 
Första utgåvans illustrationer uppgavs ha en seriebokskänsla men det ändrades till en mer teknologisk stil i andra utgåvan.

## Bakgrund
2300 AD utspelar sig i början av 2300-talet (mellan 2298 and 2301 beroende på kampanjmodul eller äventyr). Mot slutet av 1900-talet utbröt ett begränsat kärnvapenkrig mellan USA, Kina, Sovjetunionen och andra kärnvapenländer. Under de efterföljande tre århundradena har mänskligheten återuppbyggts och man har återvänt ut i rymden. Ett sätt att flyga snabbare än ljuset har upptäckts vilket har lett till utforskande och även kolonisering av interstellära planeter.
Jorden utgörs fortfarande av självständiga stater och de flesta rymdkolonier anses som territorier till de olika nationerna på jorden.
Den dominanta makten, både på jorden och i rymden, är det Tredje Franska Imperiet som undkom relativt oskadat från kärnvapenkriget då man lämnade sina NATO-allierade vid krigsutbrottet och därför fick ett försprång i det efterföljande teknologiracet. Konkurrerande makter är bland andra Storbritannien, Manchuriet, Tyskland, och en allians bestående av USA och Australien, dessa har koloniserat planeter utanför solsystemet.
Mänskligheten har stött på flera utomjordiska arter, alla utpräglat underliga och verkligt utomjordiska, från de genetiskt manipulerade Pentapoderna till de illasinnade Kafers.
Kafers är de mest humanoida av de utomjordiska arterna, olyckligtvis medför deras historia och biologi ett oundvikligt krig mellan Kafers och människor. 2301 påbörjar Kafers en invasion av mänsklighetens del av rymden som blir dyrbar för både anfallare och försvarare och är ett stort dramatiskt inslag i spelets tidslinje.

## Teknologi
Ett sätt att färdas snabbare än ljuset kallat Stutterwarp Drive tillåter mänskligheten att kolonisera andra solsystem. Rymdskepp kan färdas upp till 3,5 ljusår/dag. Den främsta begränsningen är att Stutterwarp bara kan driva ett skepp maximalt 7,7 ljusår innan man måste göra sig av med dödlig strålning i en gravitationsbrunn, exempelvis en stjärna. Eftersom man måste nå en stjärna inom detta avstånd har detta medfört att leder skapats utefter vilka resor företas och handel utförs och krig utkämpas. Det finns tre större leder genom rymden, dessa kallas Armar och är döpta efter nationerna som dominerar dem. Dessa är franska armen, amerikanska armen och kinesiska armen. Detta gör att man bara nått cirka 20-40 ljusår från jorden.
Teknologin i 2300 AD är inte så mycket mer avancerad än idag, det mesta är förbättringar och uppdateringar av dagens teknik med enstaka exempel på genombrott som förutsetts redan av dagens vetenskap, bortsett då från "Stutterwarp". Till exempel skjuter de flesta handeldvapen fortfarande ut kemiskt framdrivna kulor även om energivapen existerar.

## Influenser
Bakgrundshistorien i 2300 AD är en fortsättning på kriget skildrat i Twilight: 2000. Vad som influerat spelet är ibland väldigt tydligt, det finns situationer och utrustning som tydligt är utformade efter förlagor från populära Science Fiction-filmer och romaner. Rymdmiljöernas design är starkt influerad av det sena 1970-talets/tidiga 1980-talets industriella strömningar, såsom de som återfinns i filmen Outland. Vapen och lastare från filmen Aliens och en buggy från Silent Running är ett par exempel.
De utomjordiska Kafers (en anglifiering av tyskans "Käfer"-skalbaggar) liknar inte insekterna i Heinlein's Starship Troopers, utan är mer lika Predator i filmen Rovdjuret.
Spelet innehåller även flera typer av mekaniserade stridsrustningar, en vidareutveckling av den mekaniserade lastaren som fanns i Aliens.

## Publiceringar

### Ny version
2320AD började utvecklas, och var en ny version baserad på Travellers D20-regler. 2320AD bygger på samma tidslinje som Twilight 2000 - 2300AD, där ett begränsat kärnvapenkrig mellan Sovjetunionen, Kina och USA utspelat sig kring millennieskiftet. Sedan en tid tillbaka har emellertid utvecklingen av 2320AD avstannat och ännu har bara en elektronisk PDF-version av grundreglerna publicerats. Istället har ytterligare en ny version av 2300AD baserad på förlaget Mongooses version av reglerna för spelet Traveller nu tagits fram och publicerats. Mongoose planerar också att släppa flera kompletterande moduler.

### Boxade spel
- 2300 AD boxed set - Grundregler
- Star Cruiser - Rymdskeppskonstruktion och strategispel för rymdstrider.

### Expansionsmoduler
- Colonial Atlas
- Aurore Sourcebook
- Nyotekundu Sourcebook
- Invasion
- Kafer Sourcebook
- Earth/Cybertech Sourcebook
- Ships of the French Arm
- Ground Vehicle Guide
- Equipment Guide

### Äventyr
- Kafer Dawn
- Ranger
- Bayern
- Beanstalk
- Energy Curve
- Mission Arcturus
- Deathwatch Program (Cyberpunk kampanj)
- Rotten to the Core (Cyberpunk kampanj)

### Tredjepartsprodukter
- Operation: Overlord (Kafer-kriget äventyr, publicerat av 3W Games)
- U.S.S. Hampton (deck plans, publicerat av Seeker Gaming Systems)
- S.S. Virginia (deck plans, publicerat av Seeker Gaming Systems)